# Anne-Kathrin Lindig
Anne-Kathrin Lindig (geb. 1962 in Bismark in  der Altmark) ist eine deutsche Musikpädagogin und Violinistin.

## Leben und Wirken
Sie besuchte zunächst die Spezialschule der Hochschule für Musik „Felix Mendelssohn Bartholdy“ in Leipzig, bevor sie 1976 an die Spezialschule der Hochschule für Musik Franz Liszt Weimar wechselte – das heutige Musikgymnasium Schloss Belvedere. Ihr Violin- und Kammermusikstudium begann sie 1980 an der Weimarer Musikhochschule. Ab 1986 lehrte sie selbst an der Hochschule für Musik Franz Liszt Weimar, zunächst als Assistentin. Seit 1993 hat Lindig die Professur für Violine inne. Von 1993 bis 2001 wirkte Anne-Kathrin Lindig als Künstlerische Leiterin am Musikgymnasium Schloss Belvedere. Von 2001 bis 2010 war sie Prorektorin für Künstlerische Praxis der Hochschule für Musik Franz Liszt Weimar. Seit 2018 amtiert sie erneut in dieser inzwischen in Vizepräsidentin umbenannten Position.
Sie lehrte nicht nur an der Musikhochschule, sondern gab auch im In- und Ausland, auch außerhalb Europas, Konzerte als Violinistin. Nicht nur sie selbst hatte zahlreiche Erfolge zu verzeichnen. Über 100 Preise errangen ihre Schüler, die sie in Violine ausgebildet hatte, beim Bundeswettbewerb „Jugend musiziert“ sowie bei vielen weiteren nationalen und internationalen Wettbewerben in den Fächern Violine und Kammermusik.
Seit 2022 ist Lindig Präsidentin der Hochschule für Musik Franz Liszt Weimar. Sie folgte Christoph Stölzl in diesem Amt. Außerdem ist sie Vorsitzende des Senats der Hochschule. Sie wurde am 19. Januar 2022 in der Hochschulversammlung zur Präsidentin gewählt. Das Amt trat sie im Juni 2022 an. Die Geschichte der Hochschule ist nicht frei von systemgebrochenen Karrieren in der Nachkriegszeit und der DDR-Zeit. So erhielt sie anlässlich ihrer Wahl zur Präsidentin der Musikhochschule eine Liste bzw. die Datei derer, die systembedingt von der Hochschule entfernt wurden, also Opfer geworden sind.